# Cantonul Senonches
Cantonul Senonches este un canton din arondismentul Dreux, departamentul Eure-et-Loir, regiunea Centru, Franța.

## Comune
| Comune                 | Populație (1999) | Cod poștal | Cod INSEE |
| ---------------------- | ---------------- | ---------- | --------- |
| Digny                  | 1.010            | 28250      | 28130     |
| La Framboisière        | 333              | 28250      | 28159     |
| Jaudrais               | 362              | 28250      | 28200     |
| Louvilliers-lès-Perche | 167              | 28250      | 28217     |
| Le Mesnil-Thomas       | 349              | 28250      | 28248     |
| La Puisaye             | 260              | 28250      | 28310     |
| La Saucelle            | 174              | 28250      | 28368     |
| Senonches              | 3.141            | 28250      | 28373     |